# Victoria Memorial
Il Victoria Memorial è un complesso scultoreo dedicato alla memoria della regina Vittoria situato all'estremità del viale Mall (Città di Westminster) di fronte alla residenza reale di Buckingham Palace a Londra. Progettato nel 1901, fu inaugurato il 16 maggio 1911, anche se non fu completato fino al 1924. Fu il fulcro di un ambizioso piano urbanistico, che includeva la creazione dei Queen's Gardens su progetto di Sir Aston Webb e rifacimento di Buckingham Palace, situato dietro al memoriale, da parte dello stesso architetto.
Come il precedente Albert Memorial nei Kensington Gardens, che commemora il consorte della regina, il principe Alberto di Sassonia-Coburgo-Gotha, il Victoria Memorial presenta un complesso schema di sculture iconografiche. Il pilone centrale del memoriale è di marmo di Carrara e marmo pentelico, mentre le singole statue sono realizzate in marmo di Lasa e bronzo dorato. Il memoriale pesa, 2.300 tonnellate ed è di 32 metri di diametro.

## Storia

### Proposte e annunci
L'idea ora di realizzare un monumento commemorativo della sovrana scomparsa fu del successore e figlio Edoardo VII. Quest'ultimo Suggerì che una commissione parlamentare congiunta dovesse sviluppare piani per il memoriale. Il primo incontro ebbe luogo il 19 febbraio 1901, presso il Foreign Office (Whitehall). Il primo segretario del comitato fu Arthur Bigge, I barone Stamfordham. Inizialmente questi incontri si sono svolti a porte chiuse e gli atti non sono stati rivelati al pubblico. Tuttavia, il sindaco di Londra, Sir Joseph Dimsdale, annunciò pubblicamente che il comitato aveva deciso che il memoriale dovesse essere "monumentale".

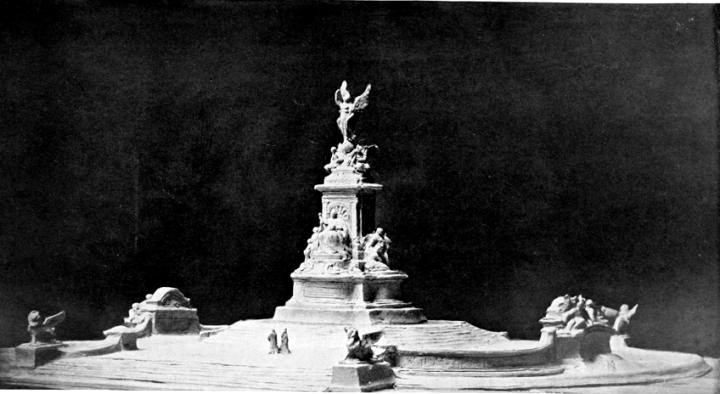
Lo schizzo originale creato da Thomas Brock del progetto definitivo del Victoria Memorial

Reginald Brett, II visconte Esher, segretario del comitato, presentò la proposta al re il 4 marzo 1901. Furono suggeriti un certo numero di siti e il re visitò sia l'Abbazia di Westminster che il parco vicino al Palazzo di Westminster. Diverse idee furono vociferate in questo periodo, tra cui una piazza aperta nel Mall vicino alla colonna del duca di York, e un memoriale situato a Green Park.
Il 26 marzo fu annunciata la decisione di collocare il memoriale fuori da Buckingham Palace. Si stimò che l'opera sarebbe costata 250.000 sterline e si decise che il governo non avrebbe concesso alcuna sovvenzione alla costruzione. Una volta selezionato il sito fu indetto un concorso per la progettazione. Si candidarono cinque architetti per la progettazione. Questa fase durò fino all'inizio del 1901, quando il comitato selezionò la scelta principale per la costruzione e la sottopose al re per l'approvazione. Il 21 ottobre 1902 fu annunciato che lo scultore Thomas Brock era stato scelto come progettista. L'aspettativa era che il memoriale sarebbe costato 200.000 sterline.

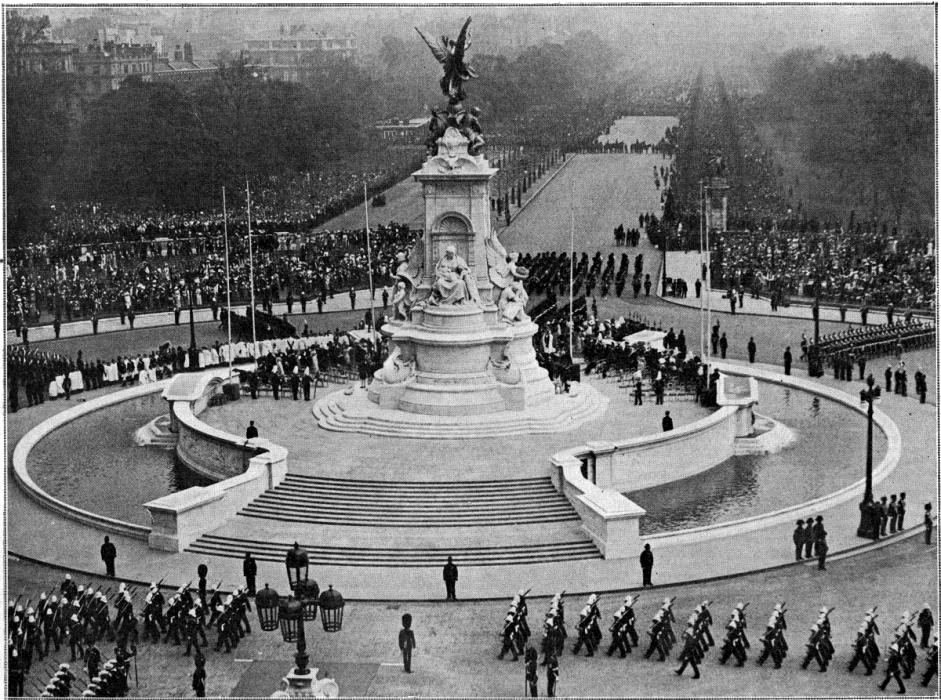
La cerimonia di inaugurazione del memoriale

### Finanziamenti e costruzione
I fondi del memoriale vennero raccolti da tutto l'impero britannico e dal pubblico. La Camera dei rappresentanti australiana accordò un contributo di 25.000 sterline per la costruzione il 17 ottobre 1905. Il governo della Nuova Zelanda presentò un assegno di 15.000 sterline per il fondo. Fino all'ottobre 1901 furono raccolti circa 154.000 sterline per la costruzione del memoriale. Nel 1902 un certo numero di tribù della costa occidentale dell'Africa inviarono beni da vendere, e il ricavato ottenuto fu destinato al fondo. Alfred Lewis Jones, grazie alle sue navi, trasportò questi articoli dall'Africa a Liverpool gratuitamente.
Grazie a donazioni come queste fu raccolto più denaro del necessario, e quindi la parte in eccesso fu impiegato anche per l'Admiralty Arch (situata all'altra estremità del Mall) e per la riqualificazione urbana per liberare un percorso che andasse direttamente da quella strada a Trafalgar Square. L'architetto Sir Aston Webb fu incaricato di questi progetti; costruì l'Admiralty Arch in maniera economica così da impiegare altri soldi per rifare la facciata di Buckingham Palace, un lavoro che fu complicato in 13 settimane a causa della prefabbricazione della nuova muratura in pietra.

### Dedica e inaugurazione
Dopo una cerimonia di prova l'11 marzo con la presenza di Arturo, duca di Connaught e Strathearn, ebbe luogo il 16 maggio 1911 la cerimonia di inaugurazione presieduta dal re Giorgio V. Era presente anche suo cugino di primo grado, Guglielmo II di Germania. Questi due erano i nipoti più anziani della regina Vittoria e arrivarono insieme alle loro famiglie in processione reale. Erano presenti anche un gran numero di membri del parlamento e rappresentanti di varie forze armate.
Nel suo ruolo di ministro degli Interni, Winston Churchill portò il testo dei discorsi. Lord Esher si rivolse al re e alla folla riunita esponendo la storia del memoriale. Il re rispose a questo spiegando il suo coinvolgimento alla realizzazione dell'opera. Parlò dell'impatto della regina Vittoria e della sua popolarità presso il pubblico. In totale la cerimonia durò trenta minuti. In seguito, alla stampa venne rivelato che il re aveva deciso che lo scultore del memoriale, Thomas Brock, sarebbe stato nominato cavaliere.

### Utilizzi successivi
Venne impiegato, insieme alle aree del Green Park e Buckingham Palace, per le celebrazioni del Giubileo d'oro di Elisabetta II, come piattaforma per uno spettacolo pirotecnico durato quattordici minuti con un totale di due tonnellate e tre quarti di fuochi d'artificio. Inoltre vennero aggiunti getti d'acqua alle fontane del Victoria Memorial, che sparavano acqua a 12 metri in aria. Questo spettacolo seguì un concerto tenutosi nel piazzale di fronte a Buckingham Palace.
Nel febbraio 2012 fu annunciato che il Victoria Memorial avrebbe costituito il fulcro del palco per il concerto del Giubileo di diamante di Elisabetta II il 4 giugno di quell'anno. Le piattaforme progettate da Mark Fisher furono costruite attorno al memoriale al costo di 200.000 sterline e furono costruite in due settimane. Numerosi artisti si sono esibiti durante i sessant'anni di regno della regina Elisabetta II, tra cui Gary Barlow, Tom Jones, Elton John, Jessie J, Madness, Shirley Bassey e Paul McCartney. I biglietti erano gratuiti e assegnati tramite estrazione a sorte; e oltre a essere visti in diretta dai 10.000 fan presenti, l'evento fu trasmesso dalla BBC e i momenti salienti furono mostrati negli Stati Uniti su ABC.
Più avanti nel 2012, il memoriale segnò la fine della "Our Greatest Team Parade" il 10 settembre 2012. Questa parata celebrava i successi delle squadre britanniche alle Olimpiadi e alle Paralimpiadi estive del 2012. C'erano 21 carri allegorici che trasportavano un totale di circa 800 atleti e si stimava che circa un milione di membri del pubblico li avesse applauditi. L'area dall'Admiralty Arch al Victoria Memorial lungo il Mall era riservata ai possessori di biglietti. Dopo l'arrivo al Victoria Memorial, ci fu un sorvolo di elicotteri della Royal Air Force, un jet della British Airways e un volo delle Red Arrows. Durante i giochi, il Mall e il Victoria Memorial erano stati utilizzati come punto di arrivo per la maratona, oltre a essere sul percorso del triathlon.
Il memoriale fu danneggiato dai manifestanti anti-austerità durante la "Million Mask March" del 5 novembre 2013, che ebbe luogo nel centro di Londra concentrandosi su Trafalgar Square e fuori Buckingham Palace. Durante le proteste dell'anno successivo, il memoriale fu sorvegliato da agenti di polizia.

## Descrizione
In cima al pilone centrale si trova una Vittoria alata in bronzo dorato, in piedi su un globo e con una palma da vincitore in una mano. Sotto di esso ci sono le personificazioni di Costanza, che tiene una bussola con l'ago che punta verso il vero nord, e Coraggio, che tiene una mazza. Sotto queste, sui lati orientale e occidentale, ci sono due aquile con le ali spiegate, che rappresentano l'Impero britannico. Sotto queste statue, c'è quella della regina Vittoria in trono (di fronte al Mall) e di Maternità (di fronte a Buckingham Palace), con Giustizia (di fronte a nord-ovest verso Green Park) e Verità (di fronte a sud-est). Queste sono state create da solidi blocchi di marmo, con Verità scolpita da un blocco del peso di 40 tonnellate.
Brock descrisse i simbolismi e affermò di aver dedicato l'opera alle "qualità che hanno reso la nostra regina così grande e così amata". Aggiunse che la statua della regina era stata posta rivolta verso la città, ed era affiancata da Verità e Giustizia poiché sentiva che "era giusta e che cercava la verità sempre e in ogni circostanza", mentre la Maternità doveva rappresentare il suo "grande amore per il suo popolo".
Ai quattro angoli del monumento ci sono enormi leoni di bronzo, che rappresentano la Pace (una figura femminile che tiene un ramoscello d'ulivo), il Progresso (un giovane nudo che tiene una torcia fiammeggiante), l'Agricoltura (una donna in abito da contadina con una falce e un covone di grano) e la Manifattura (un fabbro in costume moderno con un martello e una pergamena). Con un'altezza di quasi 25 metri, il Victoria Memorial rimane il monumento più alto dedicato a un re o una regina in Inghilterra. L'intero programma scultoreo ha un tema nautico, molto simile al resto del Mall (esempio è l'Admiralty Arch). Ciò può essere visto nelle sirene, nei tritoni e nell'ippogrifo; tutti elementi che suggeriscono il potere navale del Regno Unito.

## Curiosità
L'insieme è soprannominato dai londinesi "the Wedding Cake" (la torta nuziale) per la sua elaborata forma circolare su più piani con statue alla sommità.
Una leggenda cittadina narra che Giorgio V rimase così meravigliato dalla prima esposizione del memoriale che richiese una spada e nominò cavaliere, immediatamente e sul posto, lo scultore Thomas Brock.

## Galleria d'immagini

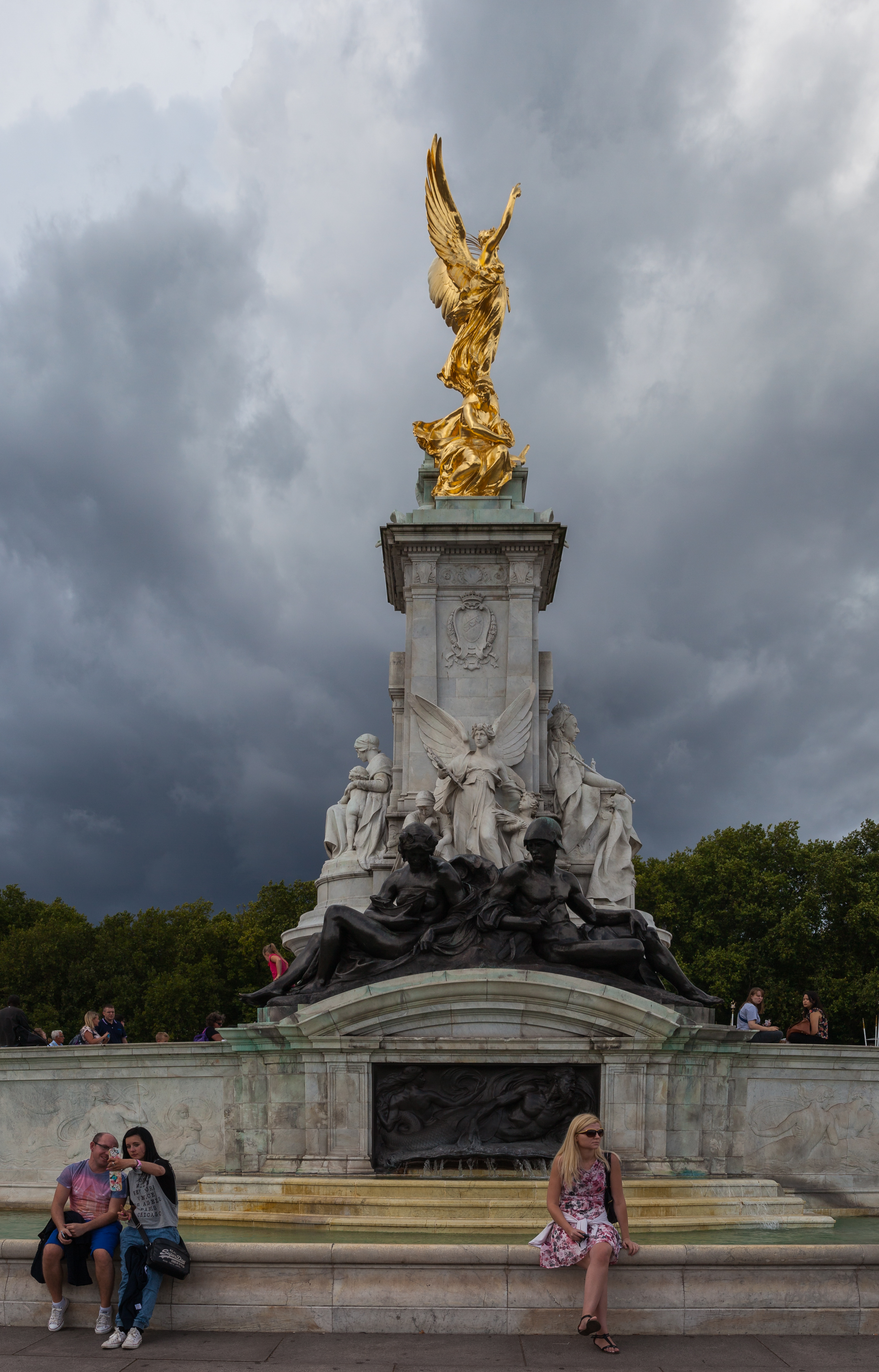
Victoria Memorial
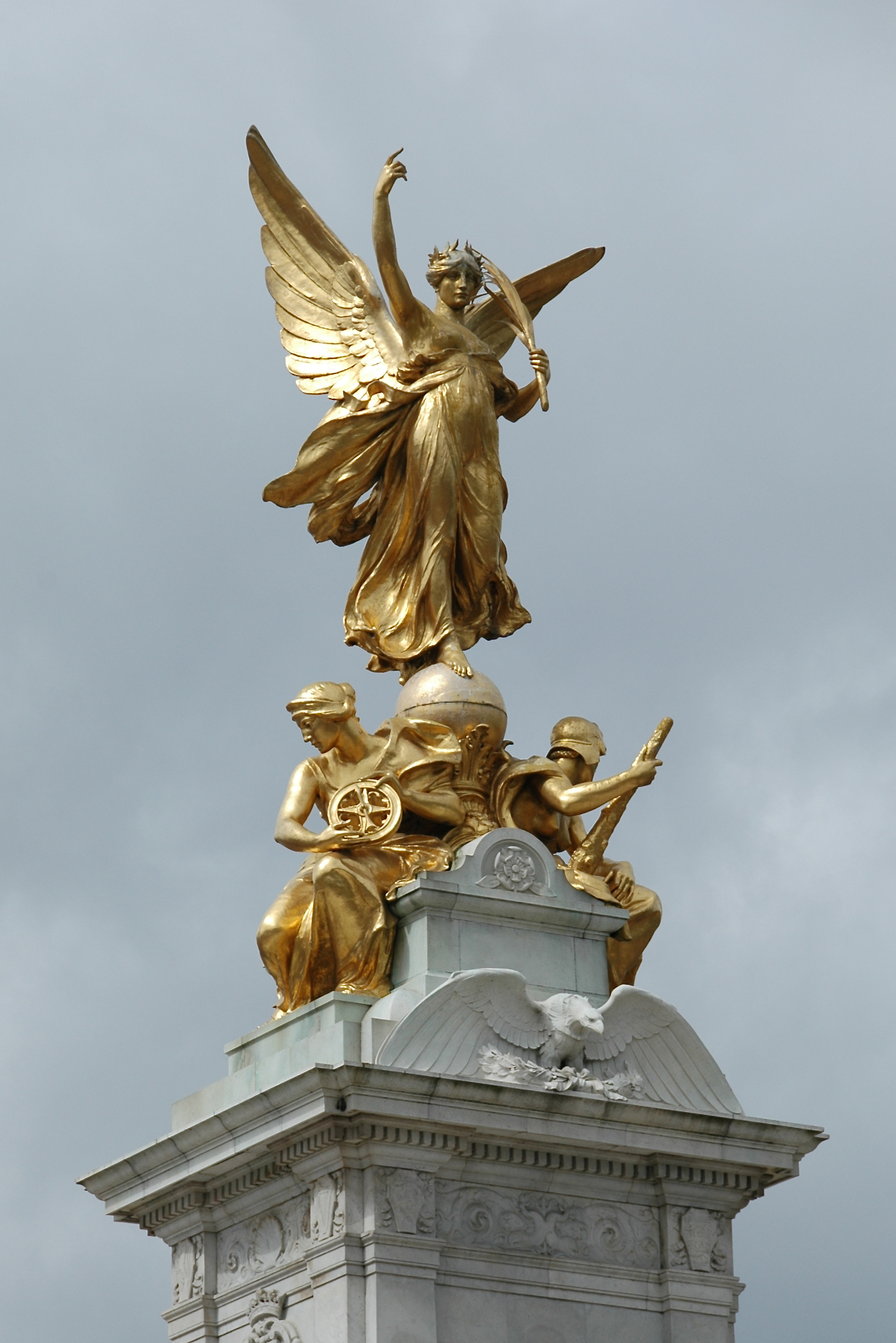
Dettaglio della sommità del gruppo scultoreo
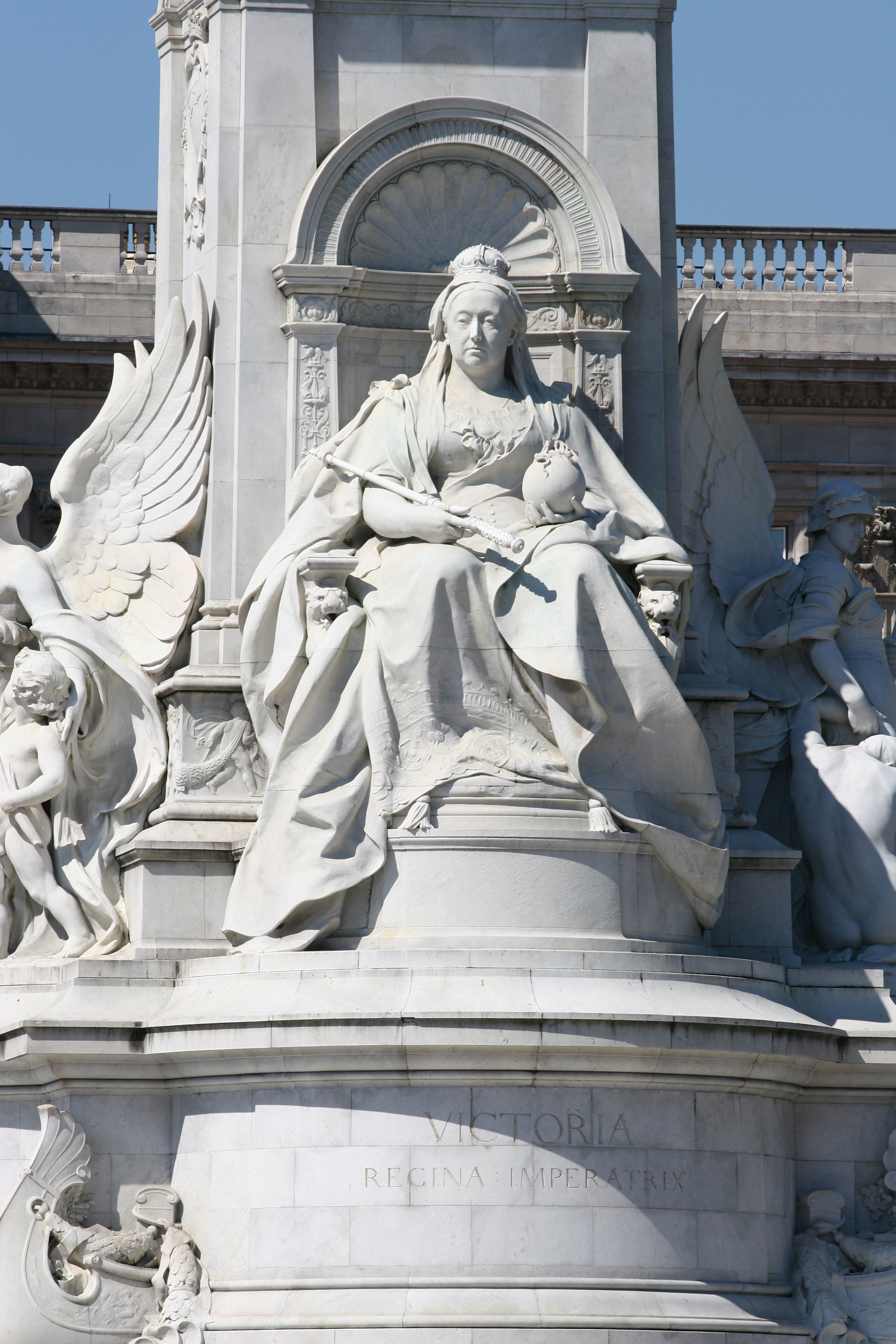
Parte del monumento rivolta verso il Mall
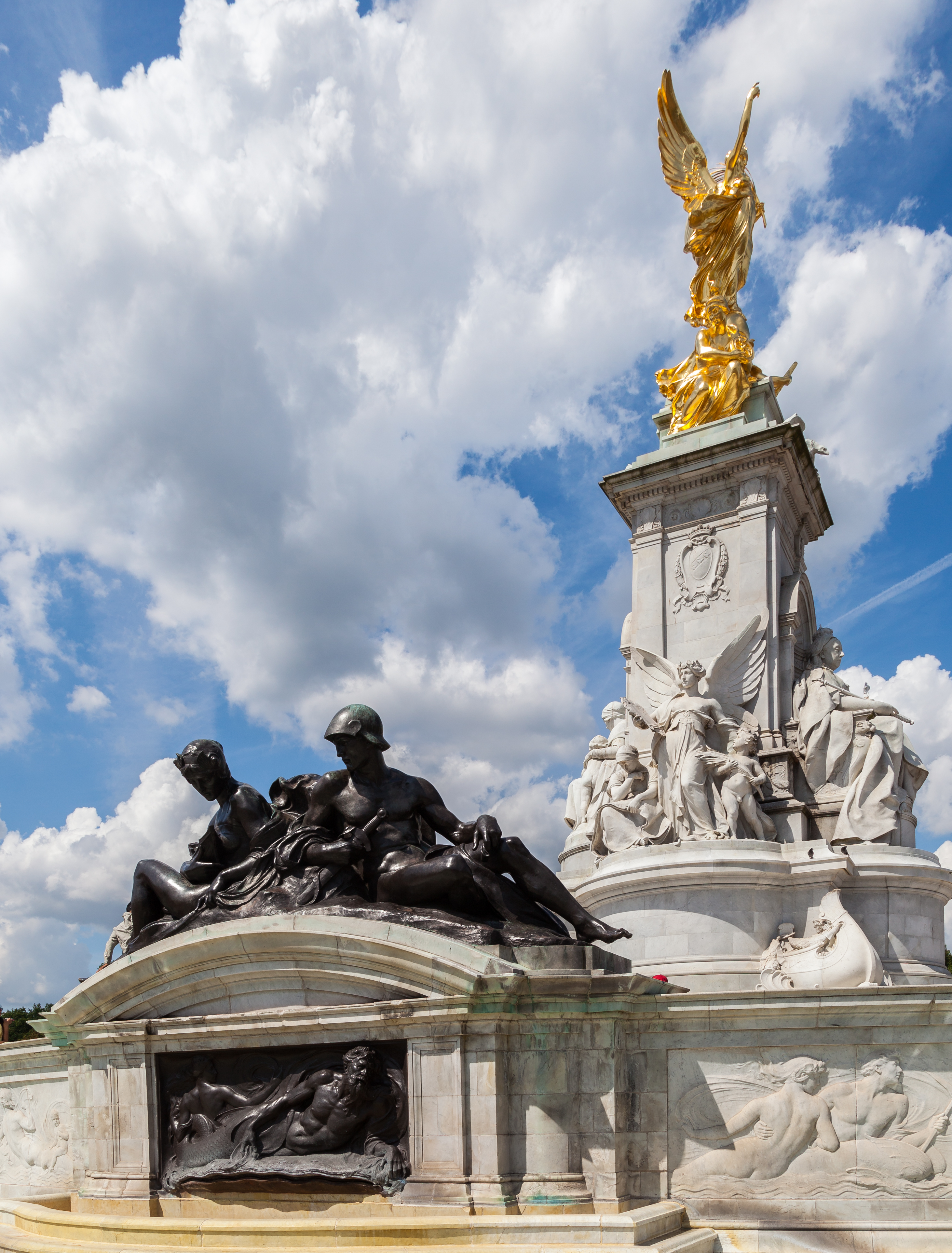
Memorial e statua
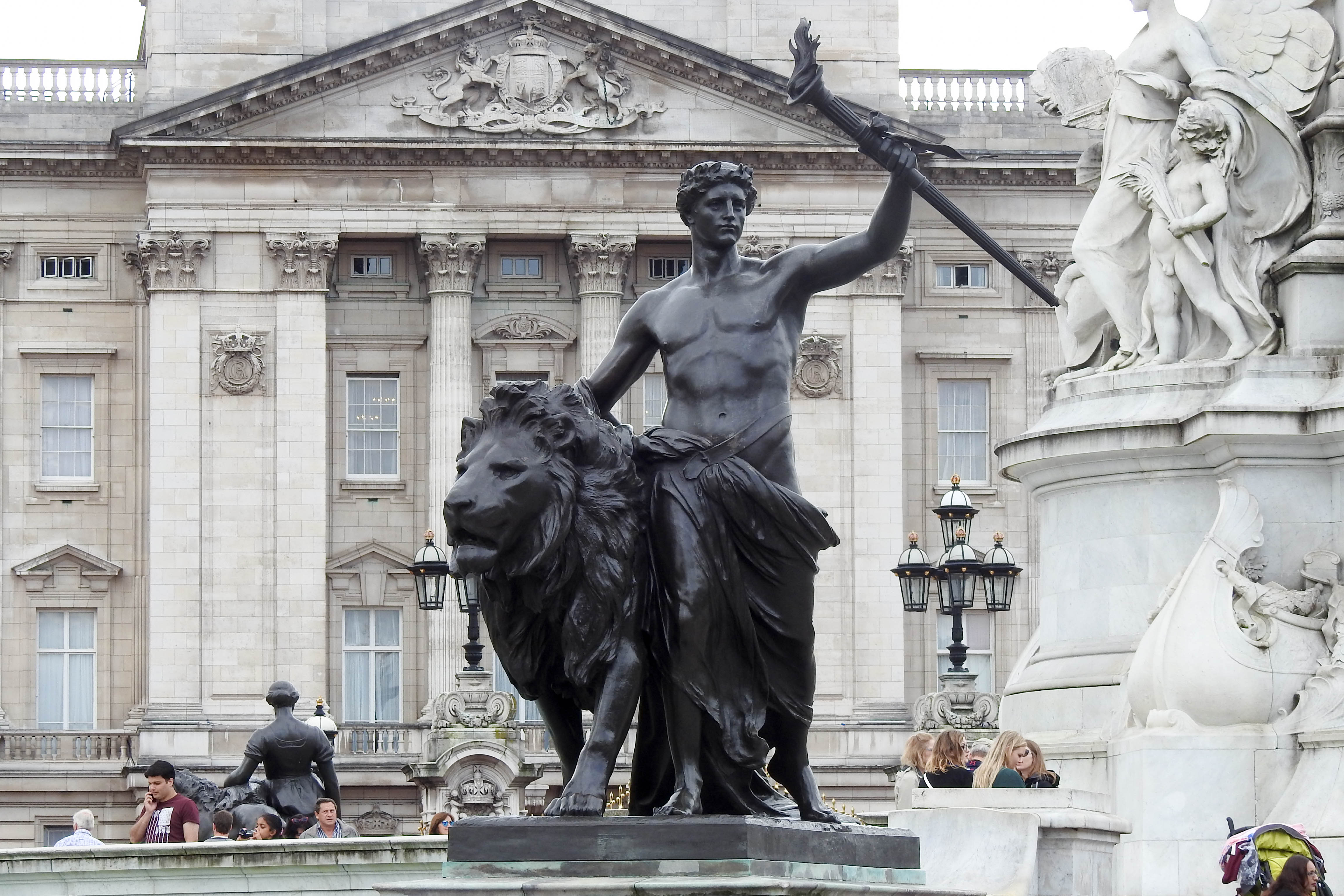
Progresso, una delle quattro statue di bronzo che circondano il memoriale
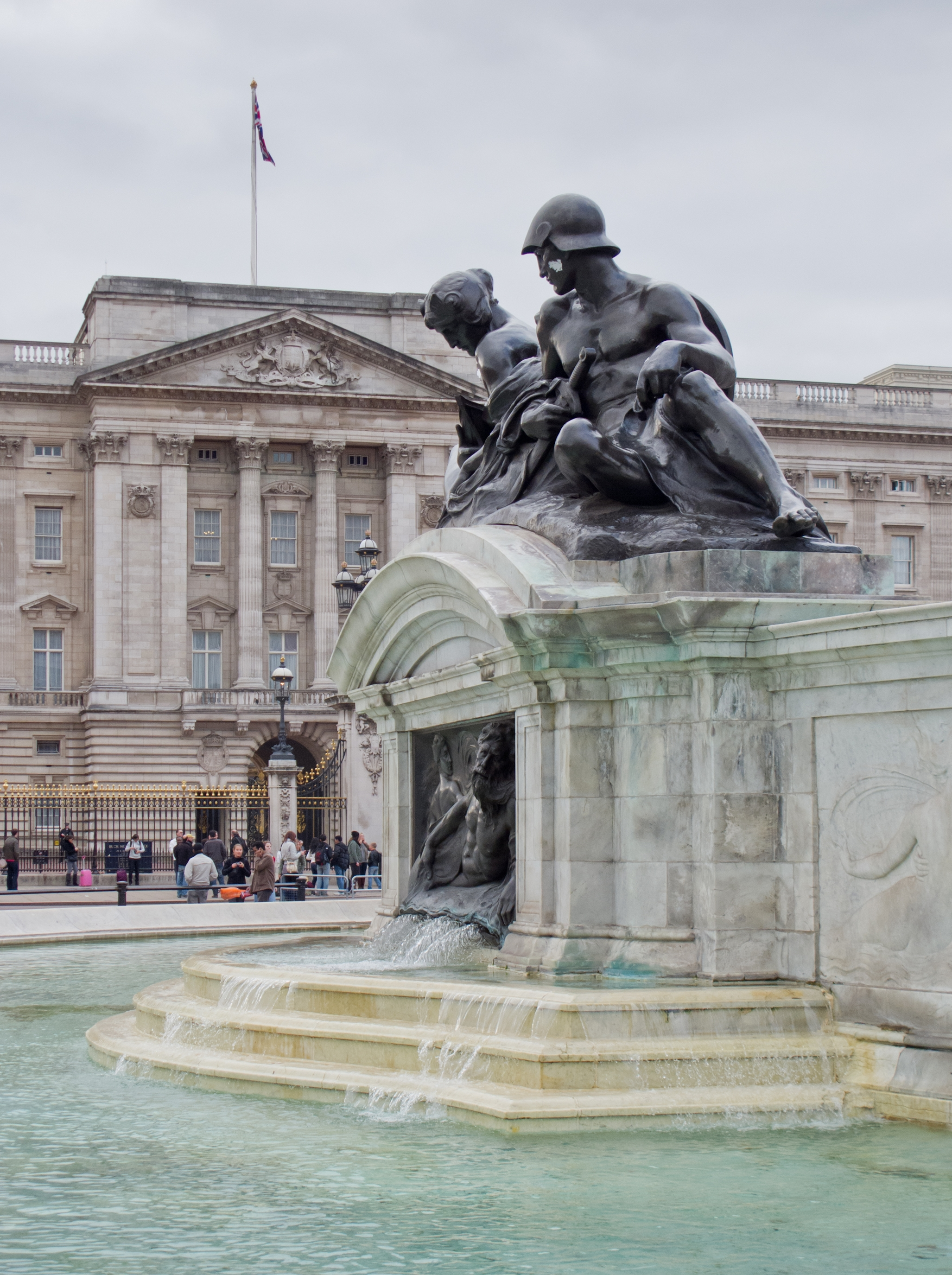
Fontana
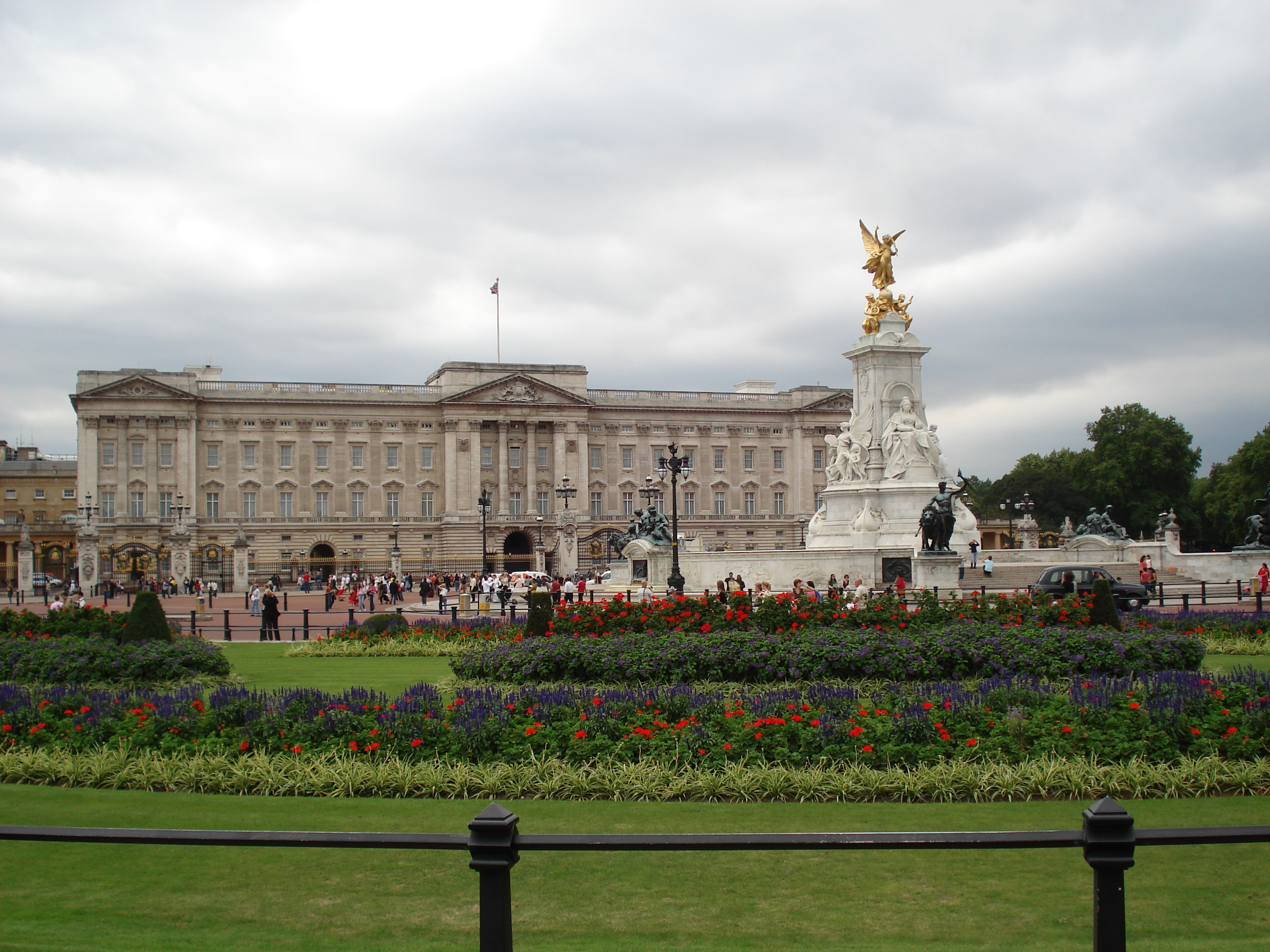
Panorama di Buckingham Palace e Victoria Memorial
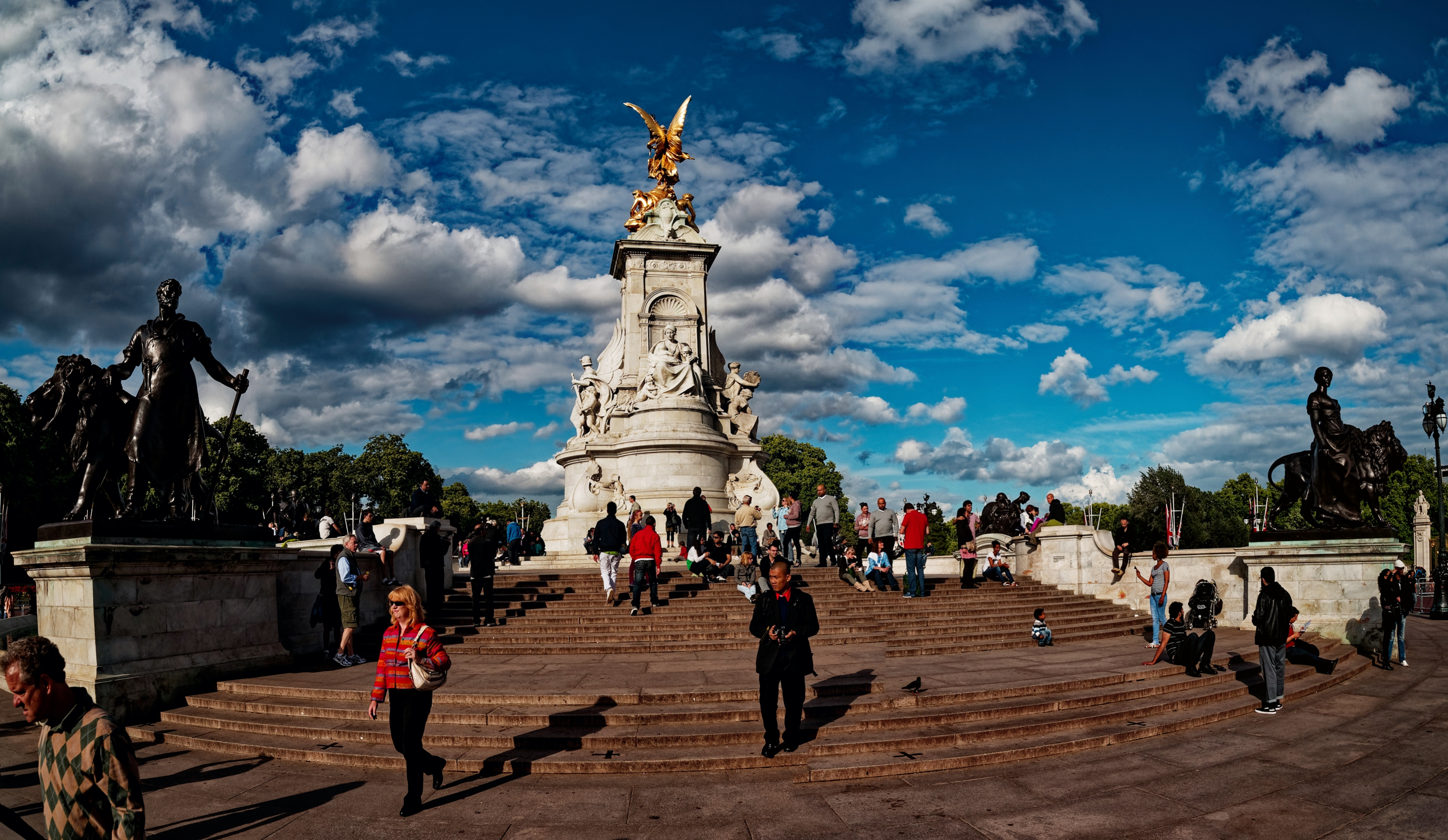
Vista del Victoria Memorial